# Apostolska nunciatura na Češkem
Apostolska nunciatura na Češkem je diplomatsko prestavništvo (veleposlaništvo) Svetega sedeža na Češkem, ki ima sedež v Pragi; ustanovljena je bila 1. januarja 1993.
Trenutni apostolski nuncij je Charles Daniel Balvo.

## Zgodovina
Predhodna nunciatura je bila apostolska nunciatura na Češkoslovaškem.

## Seznam apostolskih nuncijev
- Giovanni Coppa (30. junij 1993 - 19. maj 2001)
- Erwin Josef Ender (19. maj 2001 - 25. november 2003)
- Diego Causero (10. januar 2004 - 28. maj 2011)
- Giuseppe Leanza (15. september 2011 - 21. september 2018)
- Charles Daniel Balvo (21. september 2018 - danes)